# Elongatia
Elongatia é um género botânico pertencente à família das orquídeas (Orchidaceae).